# Chaleponcus dolabratus
Chaleponcus dolabratus är en mångfotingart som först beskrevs av Carl Graf Attems 1928.  Chaleponcus dolabratus ingår i släktet Chaleponcus och familjen Odontopygidae. Inga underarter finns listade i Catalogue of Life.